# Royal Canadian Navy

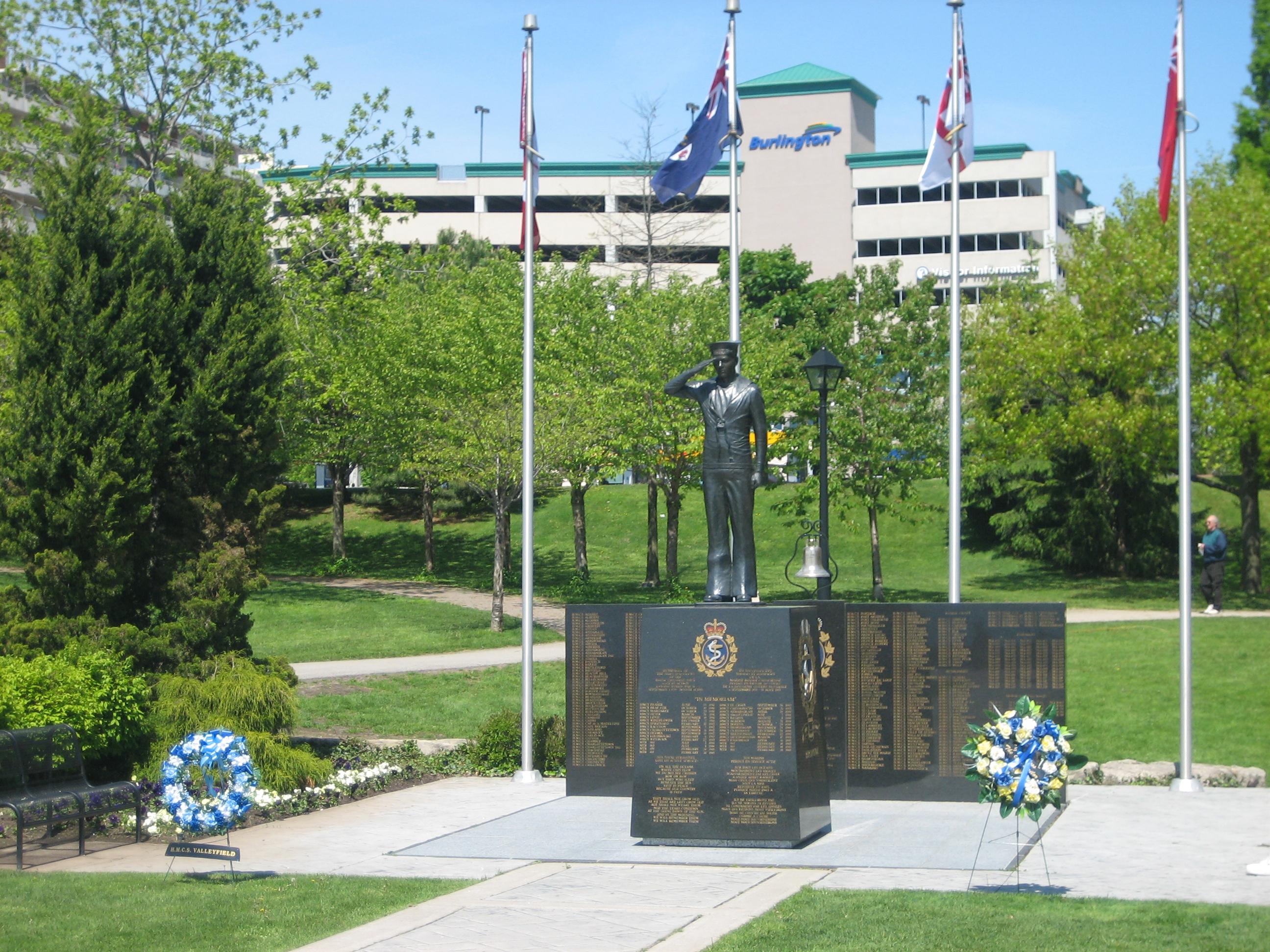
Gedenkplatz für gefallene Soldaten im Zweiten Weltkrieg

Die Royal Canadian Navy bzw. Marine Royale Canadienne (engl. bzw. frz. für Königlich Kanadische Marine) ist eine seit 2011 wieder weitgehend eigenständige Teilstreitkraft der kanadischen Streitkräfte (Canadian Forces/Forces canadiennes). Daneben gibt es auch noch die Canadian Army (Heer) und die Royal Canadian Air Force (Luftwaffe).

## Präfix der Schiffe
Seit 1911 werden alle im Dienst stehenden kanadischen Kriegsschiffe mit dem Präfix „HMCS“ tituliert, eine Abkürzung für His (bzw. Her) Majesty's Canadian Ship. Diese Tradition wird bis heute fortgeführt, wobei die Royal Canadian Navy als eigene Teilstreitkraft bis August 2011 den Titel „Royal“ nicht geführt hat. Mit Kabinettsbeschluss ist der Name der kanadischen Marine jetzt wieder Royal Canadian Navy, ebenso wie auch bei der Royal Canadian Air Force. Der britische König ist als König von Kanada das Staatsoberhaupt, vertreten durch den Generalgouverneur von Kanada.

## Geschichte

### 1910 bis 1918
Der Militia Act 1868 sah die Schaffung einer Marine Militia vor. Erst mit dem Naval Service Bill (Marinegesetz) vom 4. Mai 1910 wurde der Naval Service of Canada gegründet und dem Ministerium für Marine und Fischerei unterstellt. Die ersten Schiffe, die die neue Marine Ende 1910 erhielt, waren die Niobe (aktiv bis 1915) und der britische Kreuzer Rainbow, der im Dezember 1914 zu den Falklandinseln beordert wurde. Vor dem Ersten Weltkrieg wurden auch zwei U-Boote beschafft, die im Pazifik operierten. Im Krieg wurden ein Kreuzer und zwei Zerstörer für die Marine gebaut. Am 5. September 1918 wurde der Royal Canadian Naval Air Service (RCNAS) (Marineflieger der königlich kanadischen Marine) mit Hilfe der United States Navy gegründet.

### 1918 bis 1945
Am 31. Mai 1931 wurden die ersten neuen Zerstörer HMCS Saguenay und HMCS Skeena nach dem Ersten Weltkrieg auf einer Werft in Portsmouth in Auftrag gegeben. Angesichts der japanischen Aufrüstung musste ein Neubauprogramm gestartet werden. Bis zum Kriegsausbruch im September 1939 waren dennoch nur sechs Zerstörer und einige kleinere Schiffe kampfbereit.
Während des Zweiten Weltkriegs wurde die Flotte massiv ausgebaut. Man spezialisierte sich auf Geleitschutz und U-Boot-Bekämpfung. 1945 wurden einige Schiffe der Royal Navy übernommen. Nach der Kapitulation Japans wurde die RCN schnell wieder verkleinert.

### 1945 bis 1968
Viele der älteren Schiffe aus dem Zweiten Weltkrieg nahmen am Koreakrieg teil; ein Flugzeugträger wurde während der Suezkrise eingesetzt. Die RCN wurde im Kalten Krieg in die Kommandostruktur der NATO integriert. Sieben Zerstörer der neuen St. Laurent-Klasse wurden hauptsächlich zur U-Boot-Abwehr gebaut. Danach folgten die Zerstörer der Restigouche-Klasse und der Mackenzie-Klasse mit sieben und vier Schiffen.

### 1968 bis 2011
Am 1. Februar 1968 ging die Royal Canadian Navy zusammen mit der Royal Canadian Air Force und der Royal Canadian Army in den Canadian Armed Forces (frz.: Forces armées canadiennes) auf. In dieser neuen Struktur wurden die drei ehemaligen Teilstreitkräfte in sechs funktionelle Kommandos gegliedert. Der neue Name der Marine war nun Canadian Forces Maritime Command.

### Seit 2011
Im August 2011 wurden auf Kabinettsbeschluss die historischen Bezeichnungen wieder eingeführt, so dass auch wieder von einer weitgehend eigenständigen Teilstreitkraft gesprochen werden kann.

## Organisation
Die riesige Landmasse von Kanada grenzt an drei Ozeane. Der Arktische Ozean ist großflächig von Eis bedeckt (teils permanent, teils viele Monate des Jahres) und gilt als unwahrscheinliche Angriffsrichtung.
Die Kanadische Küstenwache (eine zivile Organisation mit sehr begrenzten Polizeirechten) ist mit der Überwachung dieser Gebiete betraut. Damit bleiben für die Königliche Kanadische Marine zwei grundsätzliche Einsatzgebiete, die voneinander geografisch getrennt sind. So wird die Flotte generell in zwei Flottillen (die unabhängig voneinander operieren) geteilt. Jede wird von einem Rear Admiral geführt. Der dritte Großverband der Marine (Naval Reserve), der von einem Commodore geführt wird, ist mit der Organisation und Weiterausbildung von Reservepersonal betreut.
Die Royal Canadian Navy hat ihren Hauptsitz am Department of National Defence (DND) im Regierungsviertel von Ottawa, Ontario. Seit 1968 ist die Canadian Navy ein eigenständiges Oberkommando der kanadischen Streitkräfte. Es stellt auch Ressourcen für die höher angesiedelten Oberkommandostellen bereit. Dazu zählen das Canada Command, das Canadian Expeditionary Force Command, das Canadian Operational Support Command und das Canadian Special Operations Forces Command. Neben diesen Oberkommandos befinden sich Kommandostellen an folgenden Standorten:
Naval Staff Headquarters (im Department of National Defence (DND) im Regierungsviertel in Ottawa, Ontario integriert)
- Maritime Forces Atlantic (MARLANT) ist für die Überwachung im atlantischen und arktischen Teilbezirk zuständig. Das Maritime Forces Atlantic Hauptquartier befindet sich auf dem CFB Halifax, dem größten und ältesten Marinestützpunkt Kanadas in Halifax, Nova Scotia.[5]
  - Canadian Fleet Atlantic Headquarters (CANFLTLANT HQ):
    - Uboote Victoria-Klasse: HMCS Windsor (SSK 877)
    - Fregatten Halifax-Klasse: HMCS Halifax (FFH 330); HMCS Ville de Québec  (FFH 332); HMCS Toronto (FFH 333); HMCS Montréal  (FFH 336); HMCS Fredericton  (FFH 337); HMCS Charlottetown  (FFH 339); HMCS St. John’s  (FFH 340); HMCS Ottawa (FFH 341)
    - Küstenpatrouillenboote/Minenräumer Kingston-Klasse: HMCS Kingston  (MM 700); HMCS Glace Bay  (MM 701); HMCS Shawinigan  (MM 704); HMCS Goose Bay  (MM 707); HMCS Moncton  (MM 708); HMCS Summerside  (MM 711)
    - Fifth Maritime Operations Group (Einsatzstab und Einsatzunterstützungspersonal)
    - Sea Training Atlantic (Marineeinsatzausbildungsverband Atlantik)
    - Fleet Diving Unit Atlantic (Flottentaucherverband Atlantik)
    - The Stadacona Band of The Royal Canadian Navy (Marinemusikkorps Atlantik)

  - CFB Halifax (Marinestützpunkt von CANFLTLANT)
  - Fleet Maintenance Facility Cape Scott, Halifax (Flottenreparatureinrichtung)
- Maritime Forces Pacific (MARPAC) ist für die Überwachung im pazifischen Teilbezirk zuständig. Das Maritime Forces Pacific Hauptquartier befindet sich auf dem Marinestützpunkt CFB Esquimalt in der Nähe von Victoria, British Columbia.[6]
  - Canadian Fleet Atlantic Headquarters (CANFLTLANT HQ):
    - Uboote Victoria-Klasse: HMCS Victoria (SSK 876); HMCS Corner Brook (SSK 878); HMCS Chicoutimi (SSK 879)
    - Fregatten Halifax-Klasse: HMCS Vancouver (FFH 331); HMCS Regina (FFH 334); HMCS Calgary (FFH 335); HMCS Winnipeg (FFH 338); HMCS Ottawa (FFH 341)
    - Küstenpatrouillenboote/Minenräumer Kingston-Klasse: HMCS Nanaimo (MM 702); HMCS Edmonton (MM 703); HMCS Whitehorse (MM 705); HMCS Yellowknife (MM 706); HMCS Saskatoon (MM 709); HMCS Brandon (MM 710)
    - Canadian Forces Fleet School Esquimalt (Flottenatzausbildungsschule Esquimalt)
      - Ausbildungspatrouillenboote Orca-Klasse: Orca (PCT 55); Raven (PCT 56); Caribou (PCT 57); Renard (PCT 58); Wolf (PCT 59); Grizzly (PCT 60); Cougar (PCT 61); Moose (PCT 62)

    - Fleet Diving Unit Pacific (Flottentaucherverband Pazifik)
    - The Naden Band of the Royal Canadian Navy (Marinemusikkorps Pazifik)

  - CFB Esquimalt (Marinestützpunkt von CANFLTPAC)
  - Fleet Maintenance Facility Cape Breton, Esquimalt (Flottenreparatureinrichtung)
- Canadian Forces Maritime Warfare Centre (CFMWC) (CFB Halifax) (Untersuchungszentrum für Seekrieg der Kanadischen Streitkräfte). Das Zentrum ist für die doktrinale Entwicklung und für die zukünftige organisatorische und materielle Planung von der RCN zuständig.
- Naval Reserve Headquarters (NAVRESHQ) unterstehen 24 Naval Reserve Divisions, die sich auf das ganze Land verteilen. Die Naval Reserve Headquarters befinden sich auf dem Pointe-a-Carcy Naval Complex, in Québec. Daneben befinden sich auf dem Stützpunkt ein Schulungs-/Ausbildungszentrum.

## Flaggen

Die White Ensign wurde von den Schiffen der RCN von 1911 bis 1965 geführt.

Am 3. März 1911 erhielt die RCN die Genehmigung, die White Ensign (Bild) zu tragen, was nahezu 54 Jahre lang die Hauptflagge der RCN sein sollte. Als Jack wurde eine blaue Flagge mit dem Union Jack in der linken oberen Ecke und dem Wappen Kanadas festgelegt. Diese Flagge wurde aber nur gesetzt, wenn das Schiff im Hafen war. Die White Ensign war eigentlich die Flagge der britischen Royal Navy, deshalb war es Tradition, ein grünes Ahornblatt auf dem Schornstein anzumalen, um zu zeigen, dass es ein kanadisches Schiff ist. Ab 1961 wurde zusätzlich die Kanadische Red Ensign im Toppmast getragen. Am 15. Februar 1965 wurden alle Flaggen durch die neue Flagge Kanadas abgelöst.

## Ausrüstung

### Überwasserflotte

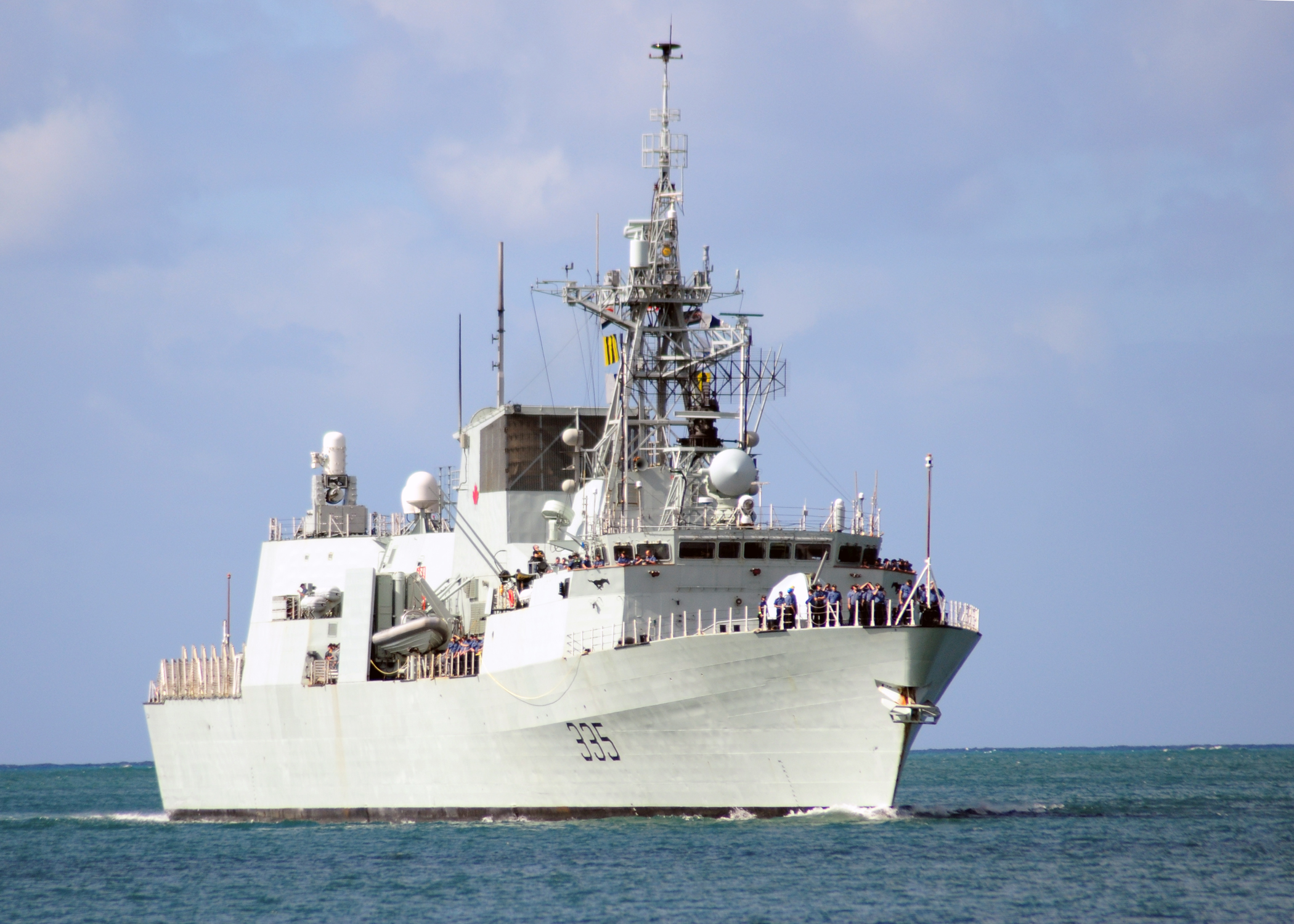
HMCS Calgary (Halifax-Klasse)

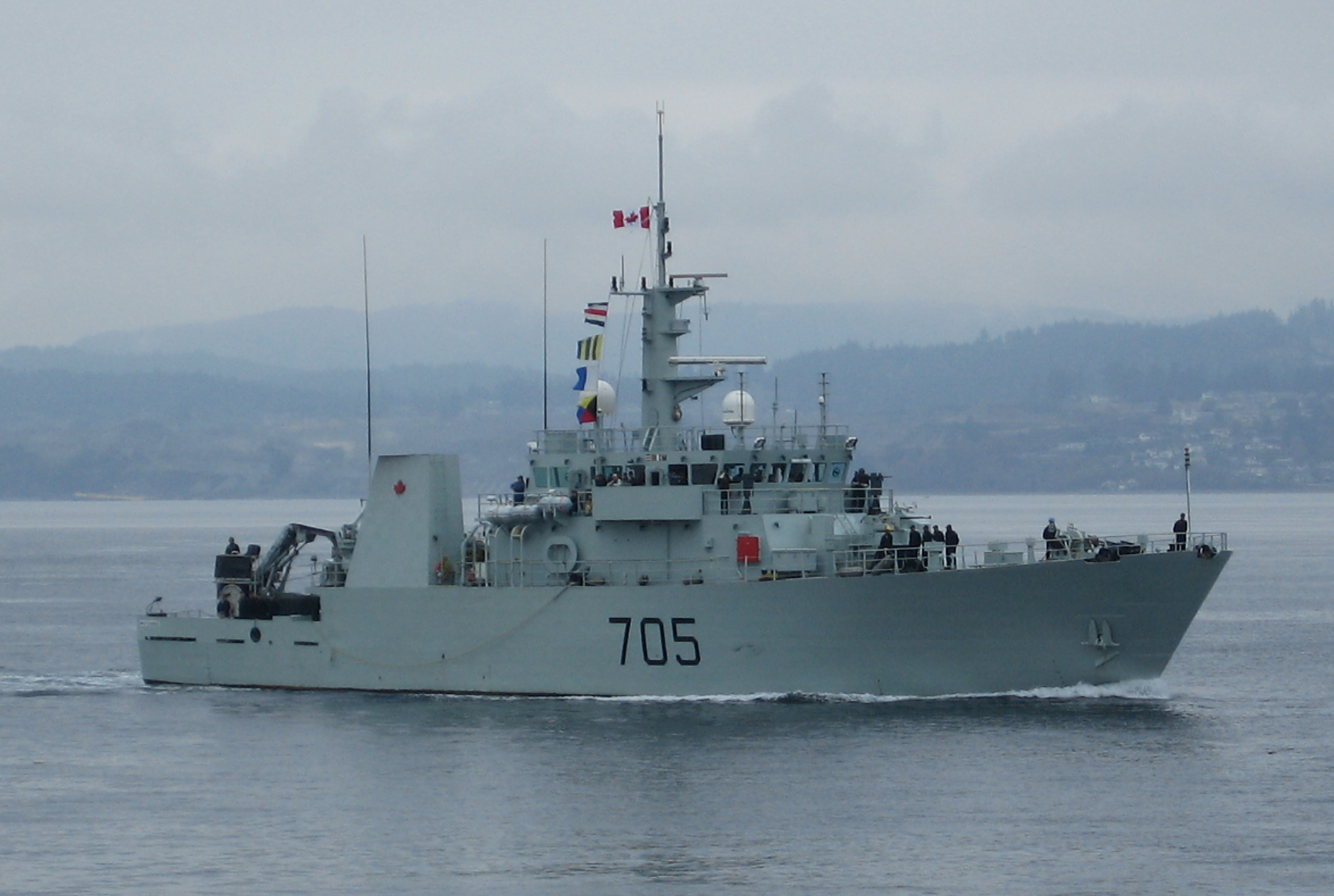
HMCS Whitehorse (Kingston-Klasse)

- 12 Mehrzweck-Fregatten der Halifax-Klasse
- 12 Küstenschutzfahrzeuge der Kingston-Klasse
- 8 Küstenschutzfahrzeuge der Harry-DeWolf-Klasse (im Zulauf)
- 1 Versorgungsschiff (Ersatz für die alten Schiffe der Protecteur-Klasse, bis zum Zulauf der neuen JSS)

Das Rückgrat der kanadischen Seestreitkräfte bilden nach Außerdienststellung der Flugabwehrzerstörer der Iroquois-Klasse zurzeit lediglich die zwölf Mehrzweckfregatten der Halifax-Klasse, die in den 1990er-Jahren zur Flotte stießen. Als Ersatz der Iroquois- ist die Province-Klasse geplant. Diese soll mit den europäischen Radarsystemen SMART-L und APAR sowie dem US-VLS Mk. 41 ausgerüstet werden. Aufgrund mangelnder Finanzierung gibt es bislang jedoch weder einen konkreten Zeitplan noch unterschriebene Verträge. Weiter fortgeschritten ist das Projekt FELEX, welches die Modernisierung der Elektronik sowie der Waffensysteme der Halifax-Klasse beinhaltet. Der Auftrag wurde an den US-Rüstungskonzern Lockheed Martin vergeben.
Zwischen 1996 und 1999 wurden zwölf Boote der Kingston-Klasse beschafft. Die Hauptaufgabe dieser 1.000 t schweren Boote liegt in der Überwachung der Hoheitsgewässer und der EWZ. In einer Sekundärrolle können sie auch als Minenjagdboote eingesetzt werden. Die Ausrüstung für diese Rolle ist inzwischen jedoch technisch überholt, und es wird darüber nachgedacht, diese zu modernisieren.
Zudem verfügt die kanadische Marine über verschiedenste Hilfsschiffe. Neben einer Vielzahl kleiner Boote gehörten auch die zwei Versorgungsschiffe der Protecteur-Klasse in diese Kategorie. Mit einer Länge von 172 m und einer maximalen Verdrängung von fast 25.000 t waren sie die mit Abstand größten Einheiten der RCN. Mit einem Alter von mehr als 40 Jahren stießen sie an die Grenze ihrer Lebensdauer. Das dritte Versorgungsschiff, die Provider, war noch älter und musste deshalb bereits ausgemustert werden. Als Ersatz für die drei Versorgungsschiffe aus den 60er-Jahren wurde ein Ersatz durch drei neue „Joint Support Ships“ (JSS) geplant. Mit einer Verdrängung von 28.000 t und einer Länge von 200 m wären diese Schiffe deutlich größer als ihre Vorgänger. Dadurch sollten diese Schiffe nicht nur als Versorgungsschiffe eingesetzt werden können, sondern auch begrenzte Fähigkeiten zum strategischen Seetransport bereitstellen. Mitte 2006 wurde der Auftrag öffentlich ausgeschrieben, woraufhin sich vier Werften für den Auftrag bewarben. Ende 2006 wurden zwei davon aufgefordert, eine detaillierte Offerte einzureichen. Anstatt der für 2008 erwarteten definitiven Auftragsvergabe erfolgte ein vorläufiges Ende des Programms. Damit war es unausweichlich, dass die Protecteur-Klasse auch über 2012 hinaus noch im Dienst ist. Nach einem Brand an Bord der HMCS Protecteur wurden zwischenzeitlich beide Einheiten ausgemustert.
Ein weiteres Projekt war die Beschaffung eines amphibischen Helikopterträgers (Landing Helicopter Dock (LHD)). In der Favoritenrolle wurde ein Design basierend auf der französischen Mistral-Klasse gesehen. Da aufgrund von Kürzungen im Verteidigungsbudget nicht einmal das für den Erhalt der vorhandenen Fähigkeiten notwendige Joint-Support-Ship-Projekt fortgeführt wurde, scheint die Beschaffung eines Helikopterträgers für die nächste Zeit sehr unwahrscheinlich.
Zunehmend wichtiger wird die Kontrolle der Nordwestpassage und damit die Beschaffung dafür geeigneter Fahrzeuge. Insbesondere soll auch der Anspruch auf die in dieser Region vermuteten Rohstoffe untermauert werden. So wurde 2006 der Bau von drei neuen schweren Eisbrechern angekündigt, ein Projekt, welches 2009 jedoch wieder vorerst gestoppt wurde. Zudem wurde 2007 der Bau von bis zu acht Arctic and Offshore Patrol Ships der Harry-DeWolf-Klasse bekannt gegeben und von denen das erste im Jahr 2020 übergeben wurde. Dabei handelt es sich um eine Klasse von leicht bewaffneten Schiffen mit der Fähigkeit, Eis bis zu einer Dicke von 1 m brechen zu können. Das Design soll dabei auf der norwegischen Svalbard basieren. Von verschiedenen Seiten wird dieses Projekt jedoch als ungenügend kritisiert, so sind Eisbrechfähigkeiten und Bewaffnung wesentlich schwächer ausgefallen als bei den ursprünglich geplanten vollwertigen Eisbrechern.

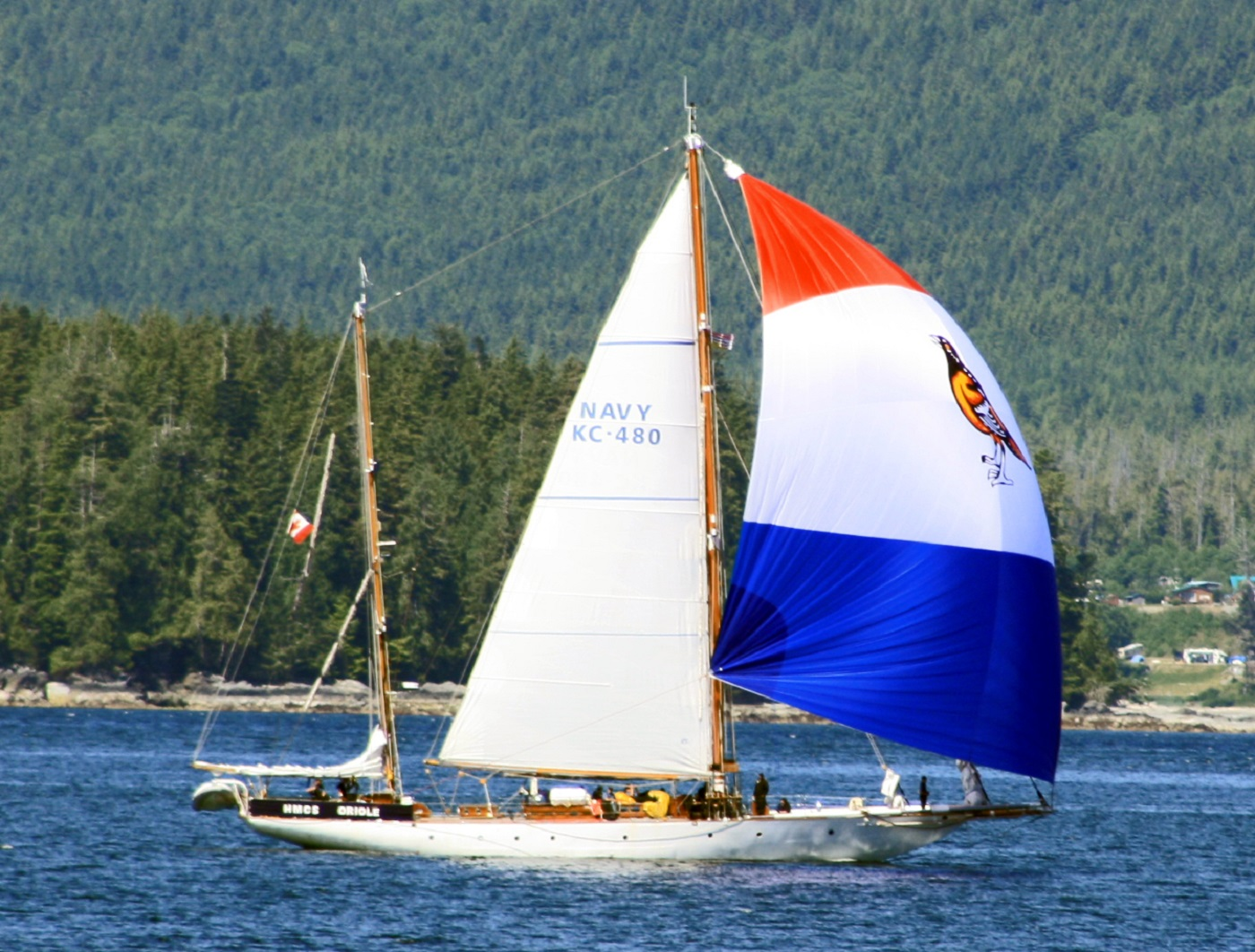
HMCS Oriole

Am 19. Oktober 2011 gaben die kanadische Regierung und das Department of National Defence (DND) die Resultate eines Ausschreibungsverfahrens bekannt. Demnach umfasst das 33 Milliarden kanadische Dollar teure Beschaffungsprogramm mehr als 21 neue Schiffe für die kanadische Marine. Diese wurden an zwei Werften aufgeteilt. Die Seaspan Marine Corporation in Vancouver, British Columbia, baut für 8 Milliarden Dollar Eisbrecher, Joint Support Ships (Versorgungsschiffe) und andere Schiffe für die Navy. Die ersten Schiffe sollen 2017 einsatzbereit sein. Irving Shipbuilding Inc. in Halifax, Nova Scotia baut mehr als 21 neue Militärschiffe für die kanadische Marine. Die ersten Schiffe sollen 2015 ausgeliefert werden, die letzten 2025. Den Zuschlag für die zwei geplanten Joint Support Ships erhielt das Design der ThyssenKrupp Marine Systems, das im Wesentlichen auf den Einsatzgruppenversorgern der deutschen Klasse 702 basiert. Die beiden neuen Schiffe erhielten die Namen ihrer Vorgängerschiffe, HMCS Protecteur und HMCS Preserver. Die kanadische Regierung geht inzwischen davon aus, dass die Versorger ab 2023 ausgeliefert werden. Als Zwischenlösung wurde im Jahr 2018 ein umgebautes Containerschiff, die Asterix, in Dienst gestellt.
Zur Überwasserflotte gehört auch die HMCS Oriole, ein Segelschulschiff der kanadischen Marine. Die HMCS Oriole ist das älteste noch im aktiven Dienst befindliche Schiff der kanadischen Marine. Die in den 1920er Jahren erbaute Ketsch hat 20 Mann Besatzung und ist normalerweise in der CFB Esquimalt beheimatet.
Weiterhin nutzt die kanadische Marine für Ausbildungs- und Trainingszwecke noch acht Patrol craft training vessels die auf dem Design der australischen Pacific-Klasse basieren und als Orca-Klasse bezeichnet werden.

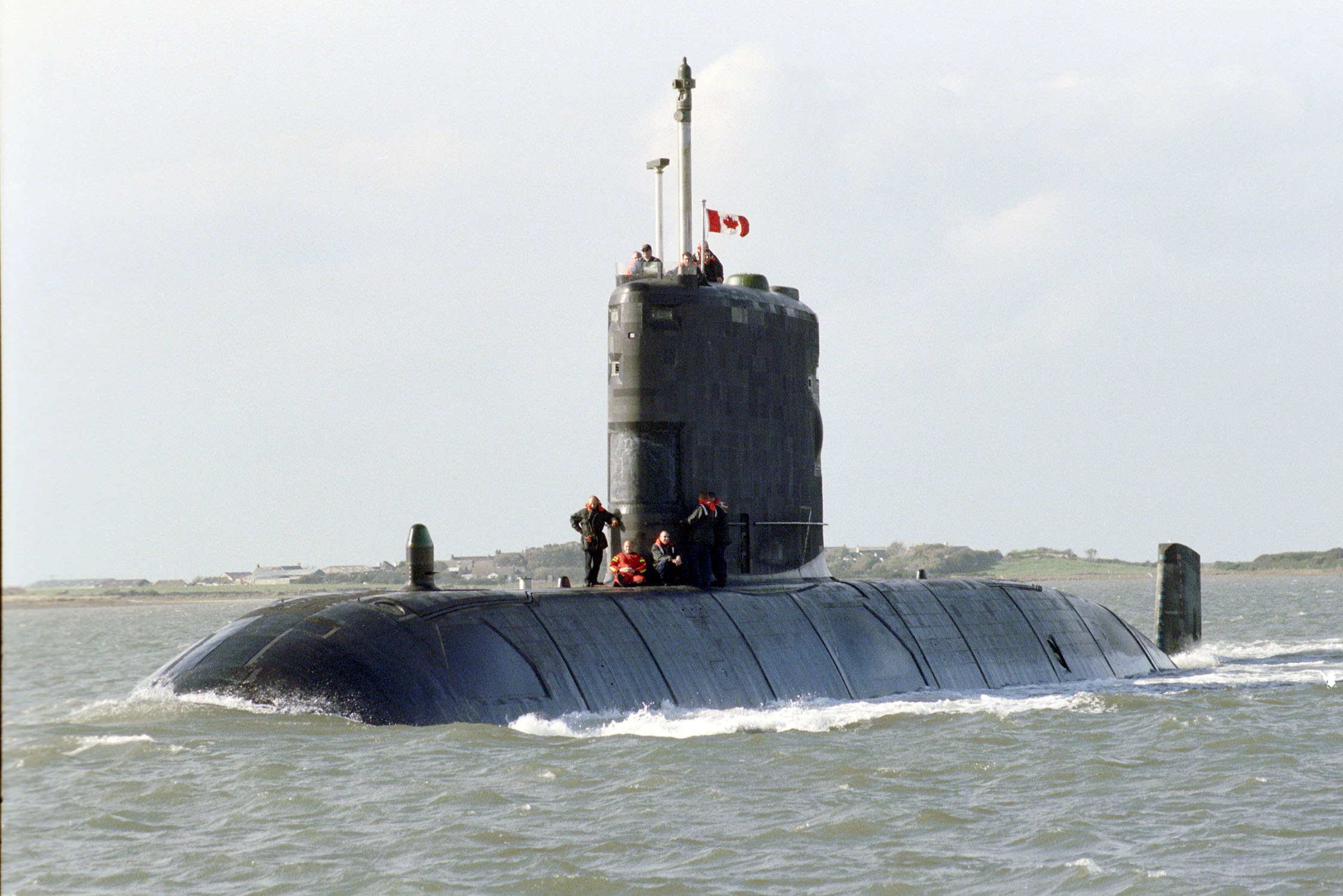
Die HMCS Windsor

### U-Bootflotte

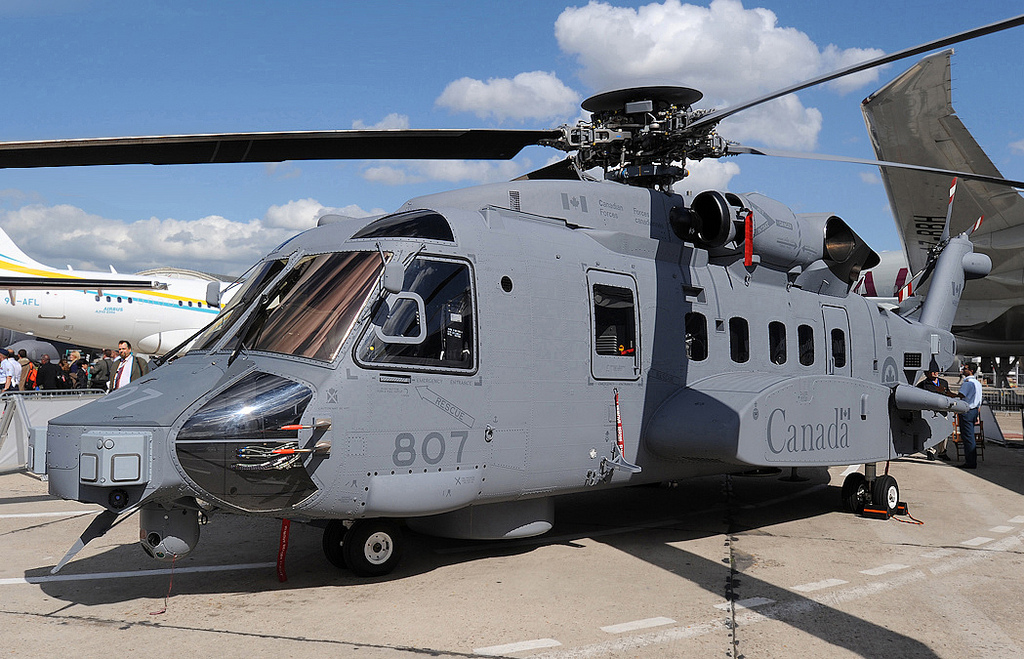
Ein kanadischer Sikorsky CH-148 Cyclone Helikopter

Die Victoria-Klasse bildet die U-Boot-Flotte der kanadischen Marine und besteht aus vier U-Booten, die an der kanadischen West- und Ostküste stationiert sind. Die kanadische Marine kaufte 1998 die vier U-Boote der britischen Upholder-Klasse für den relativ niedrigen Preis von 244 Mio. £. Die Royal Navy hatte diese U-Boote trotz ihres sehr geringen Alters 1993 aufgrund der wegen des Endes des Kalten Krieges reduzierten Verteidigungsausgaben ausgemustert. Im Nachhinein stellte sich jedoch heraus, dass fünf Jahre Einmottung im Vereinigten Königreich den U-Booten stärker zugesetzt hatten als angenommen. Dies sowie weitere technische Probleme führten dazu, dass die U-Boote der Victoria-Klasse jahrelang nicht die volle Einsatzbereitschaft erlangen konnten.

### Luftfahrzeuge
- 28 Sikorsky CH-148 Cyclone (Lieferung ab 2013, ersetzen Sea King)
- 27 CH-124 Sea King (werden ab 2010 ausgemustert)
- 18 CP-140 Aurora
- 3 CP-140A Aurora

### Waffensysteme
| Abfeuersystem                                  | Waffe                                                           | Typ                               |
| ---------------------------------------------- | --------------------------------------------------------------- | --------------------------------- |
| Mark 41 VLS (Vertikalsystem)                   | Boeing Integrated Defense Systems Mark 141 Harpoon SSM          | Seezielflugkörper                 |
| Mark 41 VLS                                    | Raytheon Standard SM-2MR Block IIIA                             | Flugabwehrrakete                  |
|                                                | Douglas Aircraft Company/Sperry Corporation Sea Sparrow         | Flugabwehrrakete                  |
|                                                | BAE SystemsBofors 5,7 cm Geschütz                               | Marinegeschütz                    |
|                                                | General Dynamics Ponoma Division Phalanx CIWS                   | Nahbereichsverteidigungssystem    |
|                                                | Browning Arms Company 12.7 mm                                   | schwere Maschinengewehre          |
|                                                | Oto Melara 7,6 cm L/62 Oto Melara                               | vollautomatisches Schiffsgeschütz |
|                                                | Alliant Techsystems Mark-46-Torpedo                             | U-Boot-Jagd                       |
|                                                | BAE Systems Bofors 4,0 cm 60 Mk 5C cannon                       | 40 mm Geschütz                    |
| Raytheon/Hughes Aircraft 53,3 cm Torpedo Rohre | Mark-48-Torpedo                                                 | Schwergewichtstorpedo             |
|                                                | Dorado Interim Remote Mine Hunting and Detection System (IRMDS) |                                   |

## Ränge und Ausbildung

### Offiziere
Die Offiziere der kanadischen Streitkräfte haben Ränge angefangen von OF-1 bis OF-9. Der OF-9 Rang ist der höchste der Streitkräfte, der Chief of the Defence Staff, der von jeder Teilstreitkraft wie Army, Air Force oder Navy sein kann.
Der höchste Rang in der kanadischen Navy ist der OF-8, was einem Vizeadmiral entspricht. OF-6 bis OF-9 gehören zu den Flaggoffizieren. OF-3 (Lieutenant-Commander) bis OF-5 (Captain(N)) gehören den Senior Officers an, während OF-2 als (Lieutenant(N)) und OF-1 (Sub-Lieutenant) als Junior Officers gelten. Die Navy-Kadetten gehören den Unteroffizieren an. Alle Offiziere der kanadischen Streitkräfte erhalten bei der Ernennung zum Offizier eine offizielle Ernennungsurkunde von kanadischen König, Charles III. Das Dokument wird in einer Zeremonie vom Oberbefehlshaber der kanadischen Streitkräfte und dem Verteidigungsminister überreicht.
Die Nachwuchsoffiziere werden an der Hochschule des Royal Military College of Canada auf dem Militärstützpunkt CFB Kingston, Ontario, am Royal Military College Saint-Jean in Saint-Jean, Québec sowie dem Naval Officer Training Centre VENTURE in Work Point, auf dem Navy Stützpunkt in Esquimalt, British Columbia, ausgebildet. Für besonders spezialisierte und sehr gute Anwärter besteht die Möglichkeit, zum Offizier ernannt zu werden, ohne die Ausbildung gemacht zu haben. Dies ist nur dann möglich, wenn der Anwärter überdurchschnittliche Leistungen im Dienste der Navy erbracht hat. Das Programm wird auch Direct Entry Officer (DEO) genannt.
| Offiziere Rangstruktur der Royal Canadian Navy | Offiziere Rangstruktur der Royal Canadian Navy | Offiziere Rangstruktur der Royal Canadian Navy | Offiziere Rangstruktur der Royal Canadian Navy | Offiziere Rangstruktur der Royal Canadian Navy | Offiziere Rangstruktur der Royal Canadian Navy |
| Commander-in-Chief Oberbefehlshaber            | Admiral Admiral                                | Vice Admiral Vizeadmiral                       | Rear Admiral Konteradmiral                     | Commodore Flottillenadmiral                    | Captain Kapitän zur See                        |
| N/A                                            | OF-9                                           | OF-8                                           | OF-7                                           | OF-6                                           | OF-5                                           |
| ---------------------------------------------- | ---------------------------------------------- | ---------------------------------------------- | ---------------------------------------------- | ---------------------------------------------- | ---------------------------------------------- |
|                                                |                                                |                                                |                                                |                                                |                                                |
| C-in-C                                         | Adm                                            | VAdm                                           | RAdm                                           | Cmdre                                          | Capt(N)                                        |

| Commander Fregattenkapitän | Lieutenant-Commander Korvettenkapitän | Lieutenant of the Navy Kapitänleutnant | Sub-Lieutenant Oberleutnant | Acting Sub-Lieutenant Leutnant | Naval Cadet Marinekadett |
| OF-4                       | OF-3                                  | OF-2                                   | OF-1                        | OF-1                           | Cadet                    |
| -------------------------- | ------------------------------------- | -------------------------------------- | --------------------------- | ------------------------------ | ------------------------ |
|                            |                                       |                                        |                             |                                |                          |
| Cdr                        | LCdr                                  | Lt(N)                                  | SLt                         | A/Slt                          | NCdt                     |

### Mannschaften
Die Mannschaftsränge der Royal Canadian Navy laufen von OR-2 bis OR-9. OR-9 (Chief Petty Officer 1st Class) ist der höchste Rang, der erreicht werden kann. Die Ränge OR-8 und OR-7 sind als Petty Officer, sowie zusammen mit OR-6 Petty Officer 2nd Class, als Senior-Mannschaftsoffizier geläufig. OR-5 (Master sailor) und OR-4 (Sailor 1st class) gelten als Junior-Mannschaftsoffiziere. Die Ränge OR-3 gelten als Vollmatrosen und als untere Matrosen mit OR-2.
Alle regulären Mannschaften der kanadischen Streitkräfte durchlaufen eine grundlegende militärische Ausbildung an der Canadian Forces Leadership and Recruit School in Saint-Jean-sur-Richelieu. Die Rekruten erhalten danach Spezialausbildungen an den jeweiligen Stationierungsorten in den Bereichen, in denen sie beschäftigt werden.
Im Fahr 2020 wurden im Bereich der Mannschaften verschiedene Dienstgrade genderneutral umbenannt.
- Master Seaman zu Master Sailor
- Leading Seaman zu Sailor 1st Class
- Able Seaman zu Sailor 2nd Class
- Ordinary Seaman zu Sailor 3rd Class

| Nicht Offiziersränge der Royal Canadian Navy       | Nicht Offiziersränge der Royal Canadian Navy  | Nicht Offiziersränge der Royal Canadian Navy | Nicht Offiziersränge der Royal Canadian Navy | Nicht Offiziersränge der Royal Canadian Navy | Nicht Offiziersränge der Royal Canadian Navy | Nicht Offiziersränge der Royal Canadian Navy | Nicht Offiziersränge der Royal Canadian Navy |
| Chief Petty Officer 1st Class (Oberstabsbootsmann) | Chief Petty Officer 2nd Class (Oberbootsmann) | Petty Officer 1st Class (Bootsmann)          | Petty Officer 2nd Class (Obermaat/Maat)      | Master Sailor (Oberseemann)                  | Sailor 1st Class (Seemann)                   | Sailor 2nd Class (Vollmatrose)               | Sailor 3rd Class (Matrose)                   |
| OR-9                                               | OR-8                                          | OR-7                                         | OR-6                                         | OR-5                                         | OR-4                                         | OR-3                                         | OR-2                                         |
| -------------------------------------------------- | --------------------------------------------- | -------------------------------------------- | -------------------------------------------- | -------------------------------------------- | -------------------------------------------- | -------------------------------------------- | -------------------------------------------- |
|                                                    |                                               |                                              |                                              |                                              |                                              |                                              |                                              |
| CPO1                                               | CPO2                                          | PO1                                          | PO2                                          | MS                                           | LS                                           | AB                                           | OS                                           |

## Stützpunkte
Neben mehreren kleineren Stationen, die sich über das Land verteilen, befinden sich größere Stützpunkte in:
- CFB Esquimalt in Esquimalt, British Columbia
- CFB Halifax in Halifax, Nova Scotia
- CFS St. John’s in St. John’s, New Foundland
- CFS Alert in Alert, Nunavut (die nördlichste, permanente Einrichtung der kanadischen Streitkräfte)

Mit der Nanisivik Naval Facility in Nanisivik, Baffininsel, befindet sich eine weitere Einrichtung der kanadischen Marine in der arktischen Region im Bau.